# Masters de Shanghái 2011
El 2011 Shanghai Rolex Masters es un torneo de tenis masculino que se jugó del 9 al 16 de octubre de 2011 sobre pista dura. Fue la edición número 3 del llamado Masters de Shanghái, y tuvo lugar en el Qizhong Forest Sports City Arena en Shanghái, China.

## Campeones

### Individuales masculinos
Andy Murray vence a  David Ferrer, 7-5, 6-4

### Dobles masculinos
Max Mirnyi /  Daniel Nestor vencen a  Michaël Llodra /  Nenad Zimonjić, 3–6, 6–1, [12–10]